# 賭博管制局
賭博管制局（英語：Gambling Regulatory Authority）是新加坡政府法定機構，成立於2022年8月1日，成立自历经重组的新加坡賭場管制局。賭博管制局隸屬於新加坡內政部，負責監管新加坡國內的賭博業，使之不受刑事犯罪行為影響，以及減低賭博對公眾的危害。

## 外部連結
- 賭博管制局 （页面存档备份，存于）